# ین بی
ین بی (به انگلیسی: B yen) (به زبان بومی: 'B Yen' (B円 B en)) یکای پول رایج در کشور ژاپن است. مسئولیت کنترل این واحد پولی برعهدهٔ بانک مرکزی ژاپن قرار دارد.